# 奧爾德希科里鎮區 (阿肯色州康韋縣)
奧爾德希科里鎮區（英語：Old Hickory Township）是位於美國阿肯色州康韋縣的一個行政鎮區。

## 地方資料
奧爾德希科里鎮區的面積為30.85平方千米，當中陸地面積為30.37平方千米，而水域面積為0.48平方千米。根據2010年美國人口普查的數據，當地共有人口203人，而人口密度為每平方千米6.58人。